# Max Gluckman
(Herman) Max Gluckman (ur. 26 stycznia 1911, zm. 13 kwietnia 1975) – brytyjski antropolog społeczny. 

## Życiorys
Urodzony w Południowej Afryce; z pochodzenia rosyjski Żyd. Twórca orientacji zwanej szkołą manchesterską. Profesor antropologii społecznej Uniwersytetu w Manchesterze, wcześniej dyrektor Rhodes-Livingstone Institute. Prowadził badania w Afryce m.in. wśród Zulusów, gdzie rozwinął metodę "analizy sytuacyjnej" czy "poszerzonego studium przypadku". Zainteresowania: antropologia polityczna, antropologia prawa.
Studiował antropologię i prawo. Pierwszy profesor antropologii społecznej na Uniwersytecie w Manchesterze, wcześniej dyrektor Rhodes-Livingstone Institute. Przeprowadził badania terenowe wśród wielu grup etnicznych z Afryki Środkowej i Afryki Południowej, między innymi ludów Barotse, Tonga, Lamba i Zulusów. Koncentrował się na zmianie i relacjach między życiem "plemiennym" i "miejskim". Wystąpił przeciw koncepcji Malinowskiego, że zmiana kulturowa zawsze wiąże się z kontaktem kulturowym, interesowała go złożona dynamika społeczeństwa afrykańskiego. Sprzeciwiał się również przyjmowanemu w funkcjonalizmie założeniu, że społeczeństwa afrykańskie są zasadniczo stabilne i zapoczątkował badanie działania społecznego, różnic między regułami a zachowaniem, sprzeczności w normach społecznych, anatomii konfliktu i sposobów rozwiązywania sporów. Śledził związki zachodzące między stabilnością i zmianą, sposoby dzięki którym w społeczeństwach bezpaństwowych utrzymuje się porządek. Badał też rolę konfliktu w tworzeniu porządku. Jego tezy głoszą, że przecinające się ze sobą więzy lojalności wzmacniają porządek społeczny, że spójność społeczna jest wynikiem samego konfliktu, a nawet, że "cały system zależy od istnienia konfliktów w mniejszych podsystemach"[1]. Zainteresowania Gluckmana afrykańskim prawem tubylczym dotyczyły sposobów prowadzenia sporów, a antropologii społecznej dostarczyły nowych narzędzi metodologicznych – "poszerzone studium przypadku". Postulował on konieczność włączenia danych historycznych do badań antropologicznych oraz odrzucał przekonanie o jednorodności i pełnej integracji społeczeństw pierwotnych. W swoich trzech wcześniejszych esejach: "Analysis of a Social Situation in Modern Zululand" (1940), "Economy of the Central Barotse Plain" (1941) oraz "Some Processes of Social Change, Illustrated with Zululand Data" (1942) Gluckman zmienił podejście do badań nad procesami zmian społecznych. Jego model może stanowić wybór sytuacyjnych zachowań, które zaobserwował on w kolonialnym kontekście. Poszczególne działania, praktykowane przez konkretnego aktora w związku z jego własnymi motywami i interesami, zostały uznane przez Gluckmana jako znaczący obraz makroprocesów w systemie społecznym. To teoretyczne podejście i metody opracowane przez niego we wcześniejszych badaniach będą stanowić centralny zestaw pojęć analitycznych w szkole manchesterskiej. Wbrew temu co głosił Gluckman w swojej teorii konfliktu, jego charyzmatyczne przywództwo w Manchesterze najwyraźniej sprzyjało klimatowi intelektualnego zaangażowania i ogólnej zgodzie w kwestii głównych celów antropologii.

## Publikacje
- Rituals of Rebellion in South-East Africa (1954)
- Order and Rebellion in Tribal Africa. London: Cohen and West. 1963
- Politics, Law and Ritual in Tribal Society (1965)
- The Allocation of Responsibility (1972).

### Publikacje w języku polskim
- Wodzowie i konflikty [Politics, Law and Ritual in Tribal Society, 1965, s. 123, 136-138, 140] w: Etnologia. Wybór tekstów, Sokolewicz Zofia (red.), str. 173-179, Państwowe Wydawnictwo Naukowe, 1969